# Kreiz Breizh
 (mars 2013).
Si vous disposez d'ouvrages ou d'articles de référence ou si vous connaissez des sites web de qualité traitant du thème abordé ici, merci de compléter l'article en donnant les références utiles à sa vérifiabilité et en les liant à la section « Notes et références ».
Le Kreiz Breizh est l'appellation géographique donnée en breton, mais également en français, au centre de la Bretagne, et particulièrement à sa partie située en Basse-Bretagne, dans la région de Carhaix, Callac, Rostrenen et parfois au-delà, ou dans la partie de Cornouaille qui sépare le Trégor du pays Vannetais.
Le terme remplace parfois le terme historique de Poher et correspond à l'aire d'influence de l'ancien GALCOB (Groupement d'action locale du Centre-Ouest Bretagne) créé en 1992 devenu ensuite le Pays Centre Ouest Bretagne (COB), dont le siège est à Rostrenen (Côtes-d'Armor).

## Utilisation
- Le Tro Kreiz Breizh, course cycliste devenue Kreiz Breizh Elites,
- les Mémoires du Kreiz Breizh, revue historique
- Lubaner Kreiz Breizh, œuvre théâtrale en breton, de la troupe Strollad Kallag
- Kreiz Breizh Akademi, groupe musical créé par Erik Marchand
- Communauté de communes du Kreiz-Breizh